# August Amrhein
August Amrhein (* 26. August 1847 in Weibersbrunn; † 18. April 1934 in Giebelstadt) war ein katholischer Geistlicher Rat sowie Kirchenhistoriker und Heimatforscher. Von Amrhein stammen zahlreiche Abhandlungen über die Geschichte der Hochstifte Würzburg und Bamberg.
Amrhein war Doktor der Theologie und Philosophie, beider Rechte und der Staatswissenschaften. Am 5. August 1871 empfing er seine Priesterweihe. Er war um 1892–1896 Pfarrer von Roßbrunn und Dechant des 18 Pfarreien umfassenden Landkapitels Lengfurt. Von April 1904 bis April 1932 bekleidete er die Pfarrstelle in Eßfeld. Die letzten beiden Jahre seines Lebens verbrachte er im Zobelschloss von Giebelstadt.
In Aschaffenburg und Eßfeld, wo er Ehrenbürger war, erinnern Straßennamen an ihn. Seinen Nachlass im Umfang von einem Archivkarton verwahrt das Diözesanarchiv Würzburg.

## Schriften (Auswahl)
- Das Landkapitel Lengfurt. In: Johann Baptist Stamminger (Hrsg.): Franconia sacra. Geschichte und Beschreibung des Bisthums Würzburg. Fortgesetzt von August Amrhein. Würzburg 1896.
- Geschichte des ehemaligen Benediktinerklosters Holzkirchen. In: AUFr. Band 38, 1896, S. 37–131.
- Die Archivinventare der katholischen Pfarreien in der Diözese Würzburg, unter anderem Trauungs- und Sterbematrikel für die Juden 1811–1855.
- Das adelige Geschlecht derer von Leinach. In: Hausschatz. Beilage des Fränkischen Volksblattes. Jahrgang 24, Nr. 8–18, Würzburg 1892.
- Das Kloster Holzkirchen. Bucher, Würzburg 1891, S. 71–100; auch in: Hausschatz. 24, 1891.